# Sede titolare di Kearney
Kearney (in latino: Kearniensis) è una sede titolare della Chiesa cattolica.

## Storia
Kearney fu la sede primitiva dei vescovi del Nebraska, la cui diocesi fu istituita nel 1912. Cinque anni dopo la sede vescovile fu trasferita nella città di Grand Island.
Dal 1995 Kearney è annoverata tra le sedi vescovili titolari della Chiesa cattolica; dal 18 luglio 2023 il vescovo titolare è Brian Alan Nunes, vescovo ausiliare di Los Angeles.

## Cronotassi dei vescovi titolari
- Thomas Gerard Wenski (24 giugno 1997 - 1º luglio 2003 nominato vescovo coadiutore di Orlando)
- Felipe de Jesús Estévez (21 novembre 2003 - 27 aprile 2011 nominato vescovo di Saint Augustine)
- Robert Peter Deeley (9 novembre 2012 - 18 dicembre 2013 nominato vescovo di Portland)
- Mario Eduardo Dorsonville-Rodríguez † (20 marzo 2015 - 1º febbraio 2023 nominato vescovo di Houma-Thibodaux)
- Brian Alan Nunes, dal 18 luglio 2023